# Битка при Бувин
Битката при Бувин се състои на 27 юли 1214 г. между френския крал Филип II Огюст и международна коалиция на Свещената римска империя под командването на Ото IV, крал Джон от Англия и френските васали Фердинанд Фландърски (Феран Португалски), граф на Фландрия и Рено дьо Дамартен, граф на Булон. Победата на французите увеличава престижа на френската монархия.
Първоначалният план е крал Джон да дебаркира с войските си в Западна Франция и да вдигне на бунт Аквитания и Анжу, след което да се отправи към Париж. В същото време имперските сили заедно с тези на графства Фландрия и Булон трябва да се насочат към Париж от север. Този план обаче се проваля, след като Джон е победен при Ла рош о Моин (La Roche-aux-Moines) близо до Анже на 2 юли 1214; така Филип Огюст може да се отправи веднага на север. Решителната битка се състои в блатистата равнина между Бувин (Bouvignies) и Турне (Tournai) във Фландрия.
Битката започва с кавалерийска атака срещу десния фланг на французите. В центъра напредват имперските пехотинци от Нидерландия, но са спрени и принудени да отстъпят от френската кавалерия под командването на Филип. Французите надделяват и на левия фланг, като Уилям Дългият меч – граф Солсбъри – попада в плен. Френската кавалерия надделява и на десния фланг, където в плен попада Фердинанд Фландърски. Накрая двата блока от кавалерийски резерви се срещат в центъра и Франция триумфира: двата фланга се събират, за да отрежат пътя за отстъпление на имперската армия. Рено дьо Дамартен оказва отчаяна съпротива, но в крайна сметка се предава. Ожесточената битка завършва с категорична френска победа, Рено и Фердинанд са пленени, но Ото успява да избяга.
В резултат на двете битки Филип Огюст затвърждава властта си върху някогашните английски земи във Франция, а крал Джон понася тежък удар върху реномето си и се изправя срещу засилващата се съпротива на совите барони. На следващата година е принуден да подпише Магна Харта. Император Ото абдикира в полза на Фридрих II Хоенщауфен.
Загуби: французи 1 000 от 15 000; коалиция 1 000 убити и 9 000 пленени от 25 000.